# Hideto Suzuki
Hideto Suzuki (Prefectura de Shizuoka, Japó, 7 d'octubre de 1974) és un exfutbolista japonès.

## Selecció japonesa
Hideto Suzuki va disputar 1 partits amb la selecció japonesa.